# Мельников, Василий Александрович
Василий Александрович Мельников (27 апреля 1977 — 19 ноября 2002) — младший сержант, радист-парашютист поисково-спасательного взвода 95-й отдельной аэромобильной бригады, Герой Украины (2003, посмертно).

## Биография
Родился 27 апреля 1977 года в г. Мариуполь.
Окончил 9 классов в СШ № 11, г. Харькова в 1992 г.
Учился в ХМТ им. Морозова.
Окончил Государственный институт физической культуры Украины в Харькове.
Служил в армии, в аэромобильных войсках в г. Болград Одесской области.
С 2000 года служил по контракту радистом-парашютистом поисково-спасательного взвода 95-й отдельной аэромобильной бригады (Житомирский гарнизон). Совершил 889 прыжков с парашютом.
Трагически погиб 19 ноября 2002 года на дропзоне около пгт Бородянка, Киевской обл. при исполнении служебных задач в тренировочном прыжке, спасая жизнь курсанта-парашютиста.
Похоронен в Харькове на кладбище № 13.

## Память
В городе Харькове имя Василия Мельникова носит улица, на которой расположена школа, где он учился.
На Украине проводятся соревнования по классическому парашютизму, включающие Кубок памяти Героя Украины Василия Мельникова.

## Награды и заслуги
- Звание Герой Украины с удостаиванием ордена «Золотая Звезда» (20 февраля 2003) — за совершение геройского поступка ценой собственной жизни, посмертно).